# Fortaleza de Tichla
La Fortaleza de Tichla (en árabe: تیشلا‎) es un fuerte ubicado en el Sáhara Occidental ocupado por Marruecos, en la comuna de Tichla.

## Historia
La fortaleza fue construida por la administración española durante la época del Sahara español en 1936. Durante la campaña de Mauritania en el Sáhara Occidental, se vieron combates en la ciudad de Tichla y en la fortaleza.Actualmente se encuentra bajo ocupación marroquí en el territorio disputado del Sáhara Occidental entre Marruecos y la República Saharaui.

## Nota
1. ↑  El Sáhara Occidental es un territorio no autónomo bajo supervisión del Comité de Descolonización de la Organización de las Naciones Unidas. Su proceso de descolonización fue interrumpido en 1976, cuando España, su potencia administradora, abandonó el territorio en virtud del Acuerdo Tripartito de Madrid, no válido según el derecho internacional. Marruecos incluye la fortaleza dentro de la comuna rural de Tichla, y es reclamada por la autoproclamada República Árabe Saharaui Democrática. Para más información, véase Estatus político del Sahara Occidental.